# 해피 엔딩

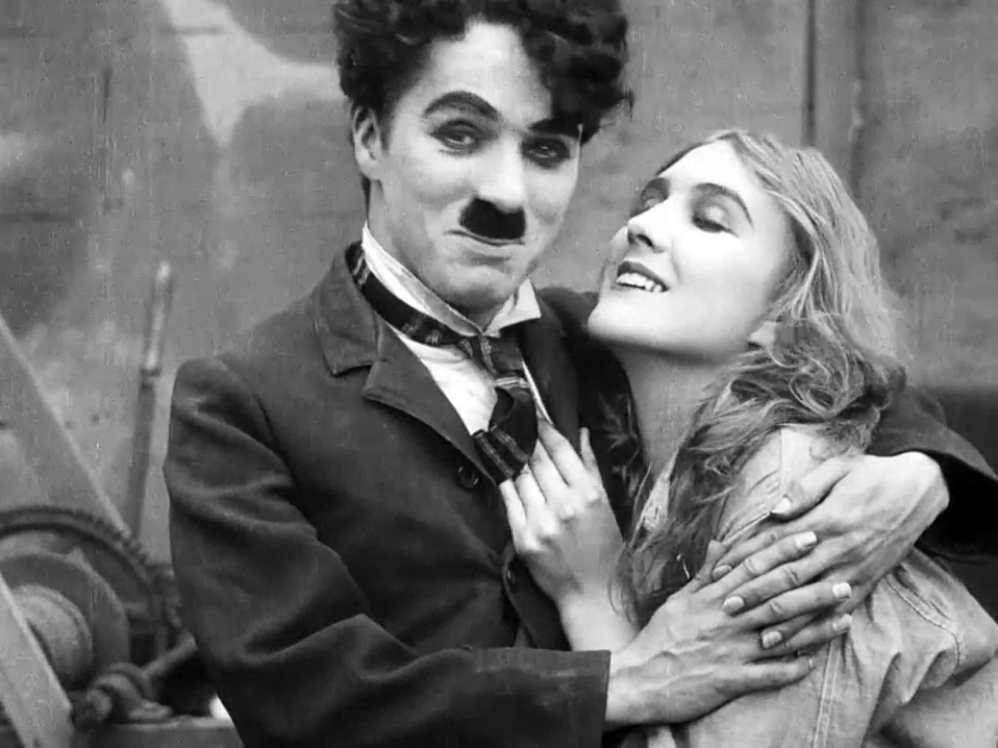

해피엔드 또는 해피 엔딩(영어: happy ending)은 소설, 영화, TV 드라마, 연극 등에서 플롯이 행복한 결말로 끝나는 것을 말한다.
해피 엔딩은 거의 모든 것이 주요 주인공과 그들의 조수에게 최선으로 밝혀지는 반면 주요 악당/적대는 죽거나 패배하는 소설의 줄거리의 결말이다.
주인공이 신체적 위험에 처한 줄거리에서 행복한 결말은 주로 생존과 퀘스트 또는 임무의 성공적인 완료로 구성된다. 신체적 위험이 없는 해피엔딩은 연인들이 사랑을 방해할 수 있는 다양한 요인에도 불구하고 사랑을 완성하는 것일 수 있다. 상당수의 스토리라인이 두 상황을 결합한다. 스티븐 스필버그의 "우주 전쟁" 버전에서 행복한 결말은 세 가지 뚜렷한 요소로 구성된다. 주인공은 모두 여정의 수많은 위험에서 살아남는다. 인류 전체가 외계인의 침략에서 살아남는다. 그리고 주인공 아버지는 소원해진 아이들의 존경심을 되찾는다. 줄거리는 결국 관객의 만족감을 위해 세 가지 모두가 필요하도록 구성된다.
해피엔딩은 "행복하게 영원히" 또는 "그리고 그들은 영원히 행복하게 살았습니다"라는 표준 동화 결말 문구에 요약되어 있다. 만족스러운 해피엔딩은 공감하는 등장인물이 보상을 받는다는 점에서 독자에게도 해피엔딩이다. 그러나 이것은 가능한 속편에 대한 열린 경로 역할을 할 수도 있다. 예를 들어, 1977년 영화 스타워즈에서 루크 스카이워커는 데스스타를 파괴하여 은하 제국을 물리쳤다. 그러나 이야기의 해피엔딩은 1980년대 제국의 역습에 이어 1983년 제다이의 귀환에서 역전된 결과를 낳는다.

## 같이 보기
- 옛날 옛적에